# 4801 Ohře
4801 Ohře eller 1989 UR4 är en asteroid i huvudbältet som upptäcktes den 22 oktober 1989 av den tjeckiske astronomen Antonín Mrkos vid Kleť-observatoriet i Tjeckien. Den är uppkallad efter floden Eger.
Asteroiden har en diameter på ungefär 13 kilometer.